# Геленки
Геле́нки — село в Україні, у Козівській селищній громаді, Тернопільського району Тернопільської області. Розташоване на заході району. До 1996 — Геле́нків.
Адміністративний центр колишньої Геленківської сільради. До Геленків приєднано хутір Уланиха у зв'язку з переселенням жителів. 
Розташоване на Подільській височині, за 4 км від райцентру.
Населення — 570 осіб (2003).

## Географія
Селом тече струмок Козівка.

## Історія

### Перша Згадка та Період Польського Королівства 1490-ті - 1569-ті роки
Перші відомості сягають 1490 року. Завдяки документам що збереглися з того часу, в яких міститься інформація про реєстр та облік землі, нам відомо що неподалік теретерії сучасного села Геленки існував хутір під назвою "Уланих" який складався з однієї хати, двох хлівів, однієї комори та 23 моргів прилеглої орної землі. Ні прізвище ні ім'я власників хутора не збереглися, томущо місцева метрична книга не є повністю вцілілою та розділи з іменами та прізвищами не збереглися. Впроте базуючись на цій метричній книзі того часу можна зробити висновок що власником хутору було польське сімейство, оскільки в метричній книзі зазначено що усі 7 мешканців хутору були римо-католицької віри.
Хутір Уланиха проіснував до 1956 року, після того як останні мешканці переїхали, на хуторі більше ніхто і ніколи не проживав. Будівлі зведені на хуторі в кінці 19ст та на початку 20ст, а саме одна хата та дві стайні збереглися до нашого часу, але перебувають в закинотому та аварійному стані, прилегла територія є занедбаною. 
Не відомо яким саме чином власники хутору придбали ще 30 моргів землі, адже це великий земельний наділ котрий коштувало чи малих грошей по тим міркам. Це наштовхує на думку що власниками хутору могла бути родина яка належало до дрібної польської шляхти тамогла служити польським королем. Зберігся Польський Королівський Земельний Кадастр 1502 року в котрому зазначено що власником хутору був Штефан Мілінський є власником хутора Уланиха та прилеглої до нього землі у розмірі 53 морги, з яких 12 були придбані в 1500 році та ще 18 в 1502 році але його суспільно-політичне та соціально-економічне становище ні де не вказано, так само як і жодних біографічних відомостей. 
Населення хутора в подаліші роки у цей історичний період не є відомим. Але враховуючи те що в Польському Королівському Земельному Кадастрі 1536 року, є відомості про продаж Штефаном Мілінський 10 моргів землі двом римо-католицьким сім'ям, по 5 моргів кожній, та передачу під оренду ще 30 моргів землі 6-тьом римо-католицьким родинам також по 5 моргів кожній, можна зробити висновок що на прилеглій до хутора територія яка до того часу займала частину території сучасного села Геленки з'явилося не велике сільське поселення з населенням приблизно в декілька десятків чоловік з щонайменше десятком житлових будинків. Судячи з того що всі мешканці розбудованого хутора були римо-католицької віри, населення хутора було без винятку польське.

### Період Історії Села в Речі Посполитої
Перша згадка про село датується 1740 роком.
12 червня 2020 року, відповідно до розпорядження Кабінету Міністрів України № 724-р «Про визначення адміністративних центрів та затвердження територій територіальних громад Тернопільської області» увійшло до складу Козівської селищної громади.
19 липня 2020 року, в результаті адміністративно-територіальної реформи та ліквідації Козівського району, село увійшло до складу Тернопільського району.

## Населення
Населення села в минулому:
| Рік  | Число осіб | Українців греко-католиків | Поляків та римо-католиків | Євреїв |
| ---- | ---------- | ------------------------- | ------------------------- | ------ |
| 1900 | 801        | 265                       | 516                       | 20     |
| 1939 | ▲ 880      | ▲ 290                     | ▲ 590                     | ▼ 0    |

У 2003 році в селі проживало 570 осіб.

### Мова
За даними перепису населення 2001 року мовний склад населення села був таким:
| Мова       | Кількість | Відсоток |
| ---------- | --------- | -------- |
| українська | 566       | 99.82%   |
| російська  | 2         | 0.18%    |
| Усього     | 567       | 100%     |

Місцева говірка належить до наддністрянського говору південно-західного наріччя української мови.

## Релігія
- церква священномученика Димитрія (1943; реставрована 1991),
- капличка (реставрована 2001),
- «фігура» Матері Божої (встановлена на честь скасування панщини).

## Пам'ятники
Скульптура Матері Божої
Щойновиявлена пам'ятка монументального мистецтва. Розташована на вулиці Центральній, 75, біля церкви, в центрі.
Робота самодіяльних майстрів, виготовлена із каменю (встановлена 1896 р.).
Скульптура — 1,4 м, постамент — 0,8х0,45х0,45 м, площа — 0,0004 га.

## Соціальна сфера
Діють загальноосвітня школа І ступенів, клуб, бібліотека, 2 торговельних заклади.

## Відомі люди

### Народилися
- Роман Кавка (1934—1997) — український вчений-селекціонер,
- Маркіян Мальський (нар. 1954) — український науковець і дипломат,
- Тарас Гром'як (нар. 1993) — український футболіст.

## Галерея

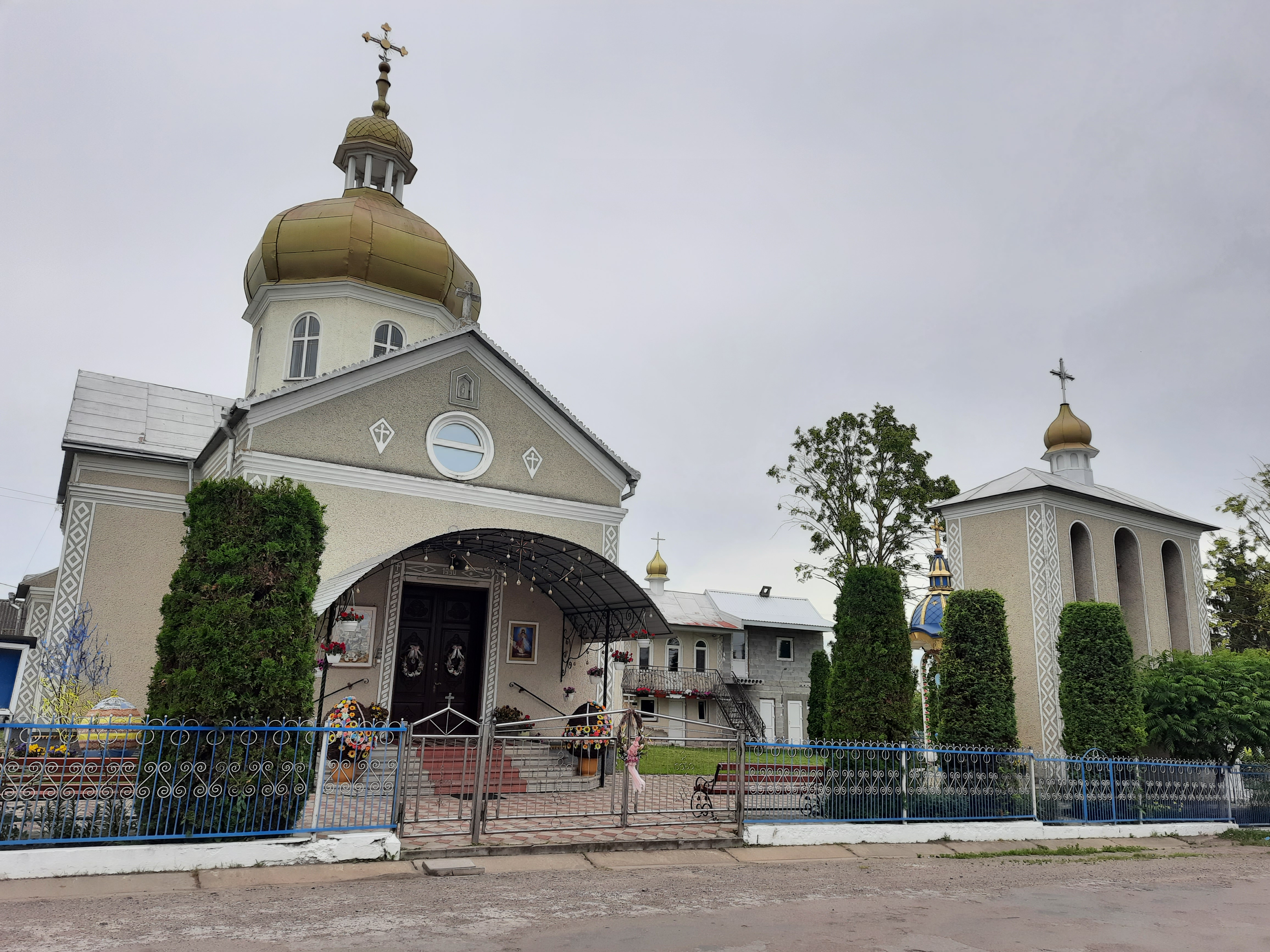
Церква Священномученика Димитрія
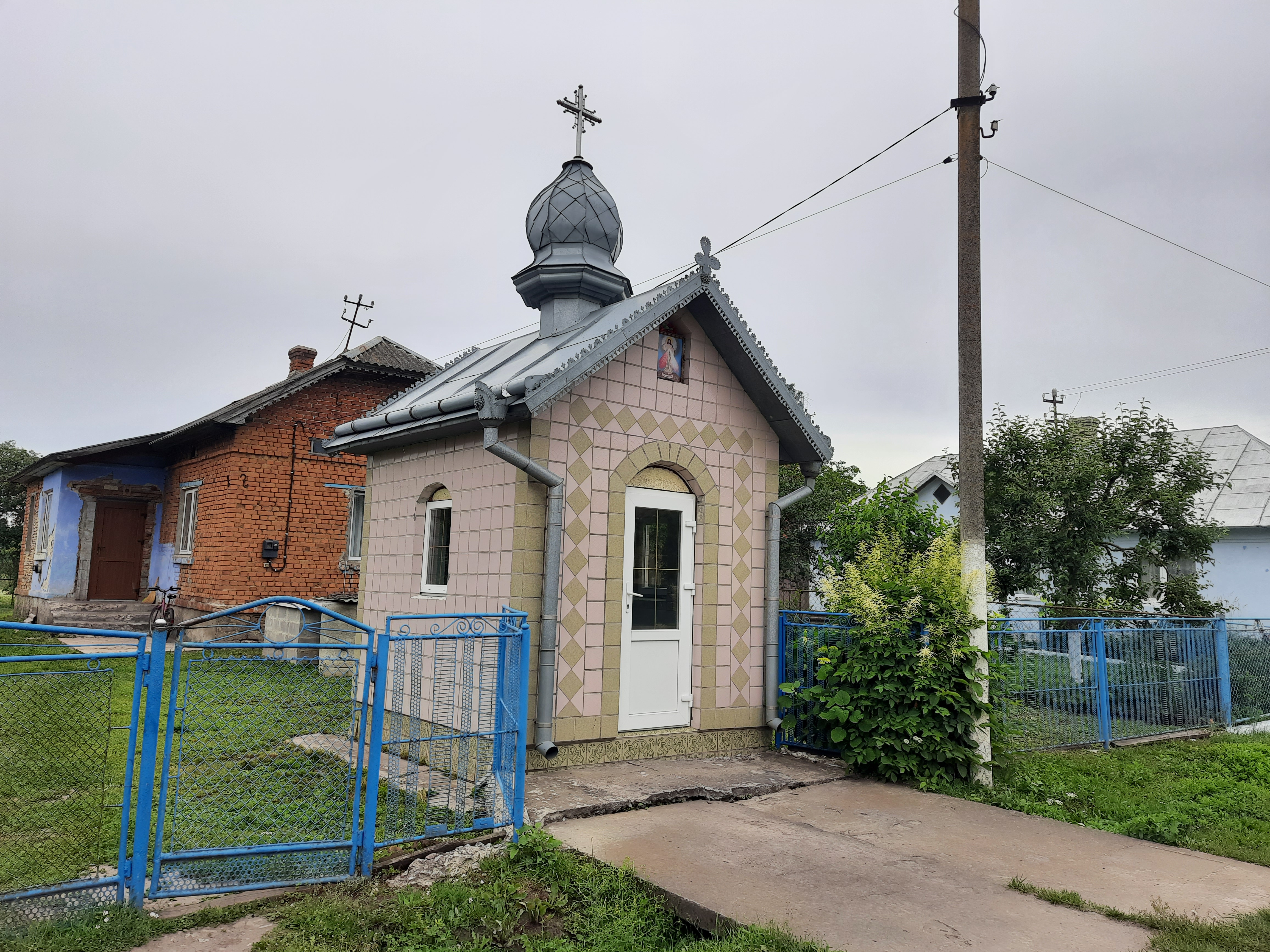
Капличка
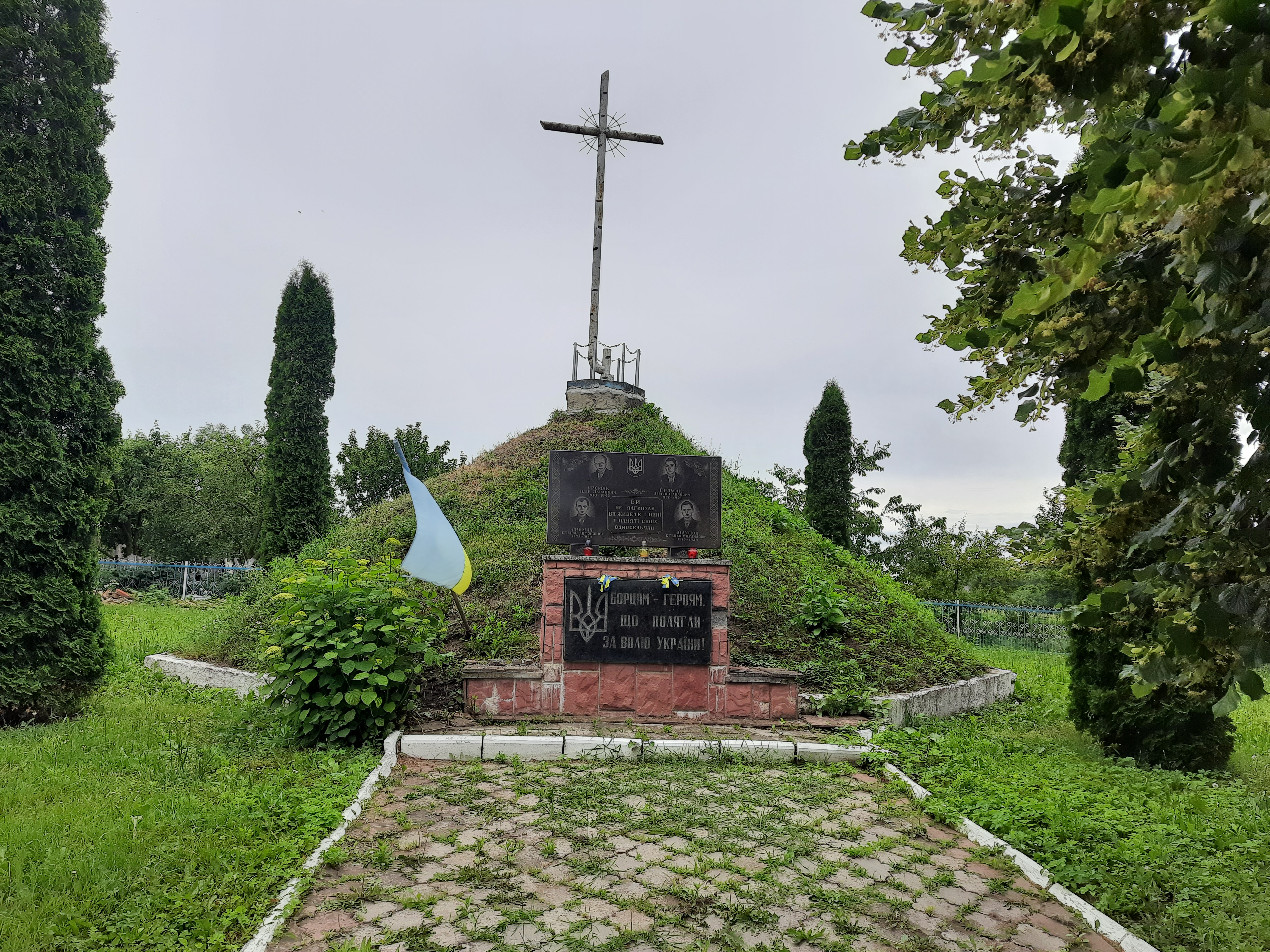
Символічна могила Борцям за волю України.
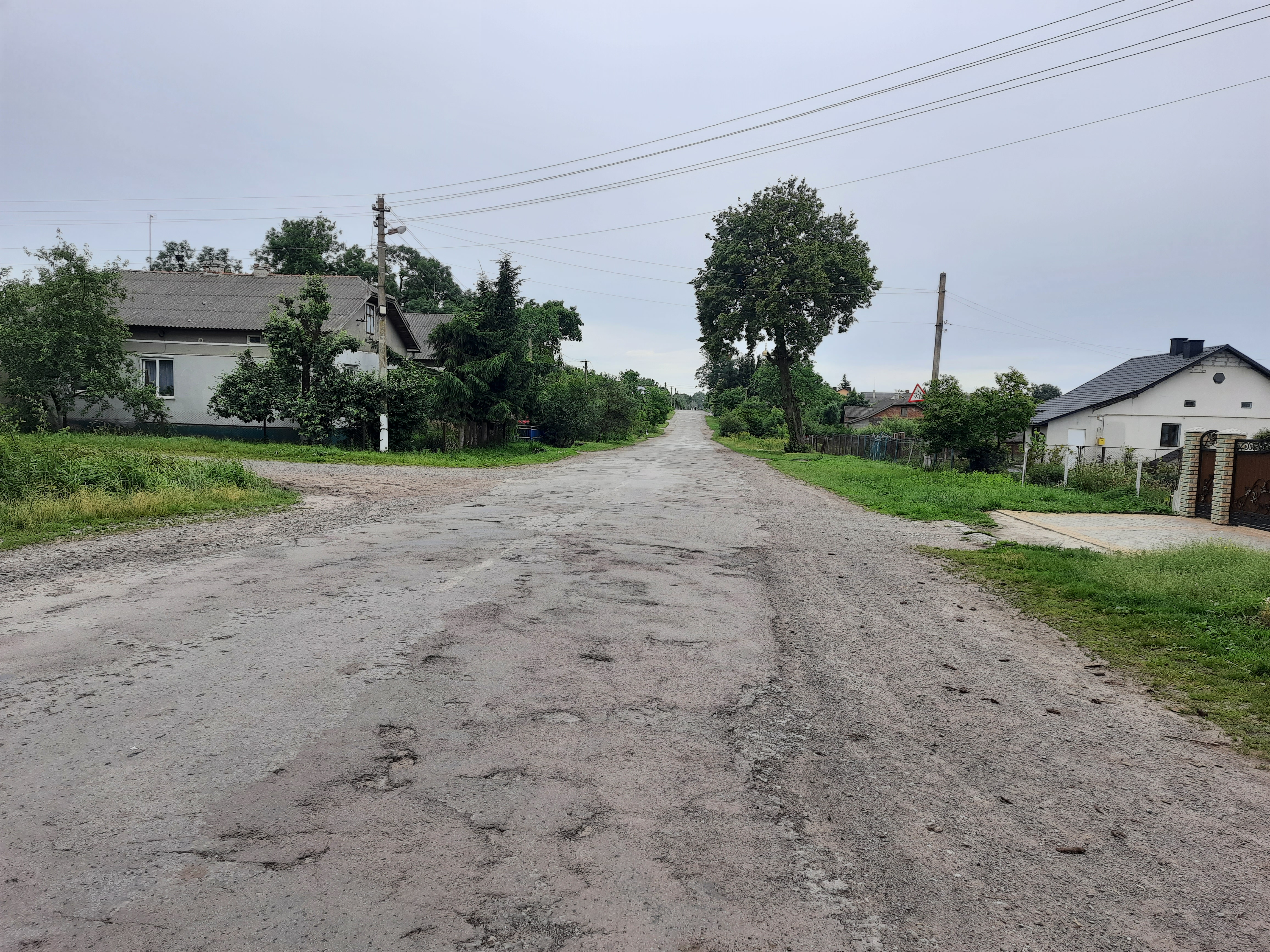
Сільська вулиця.
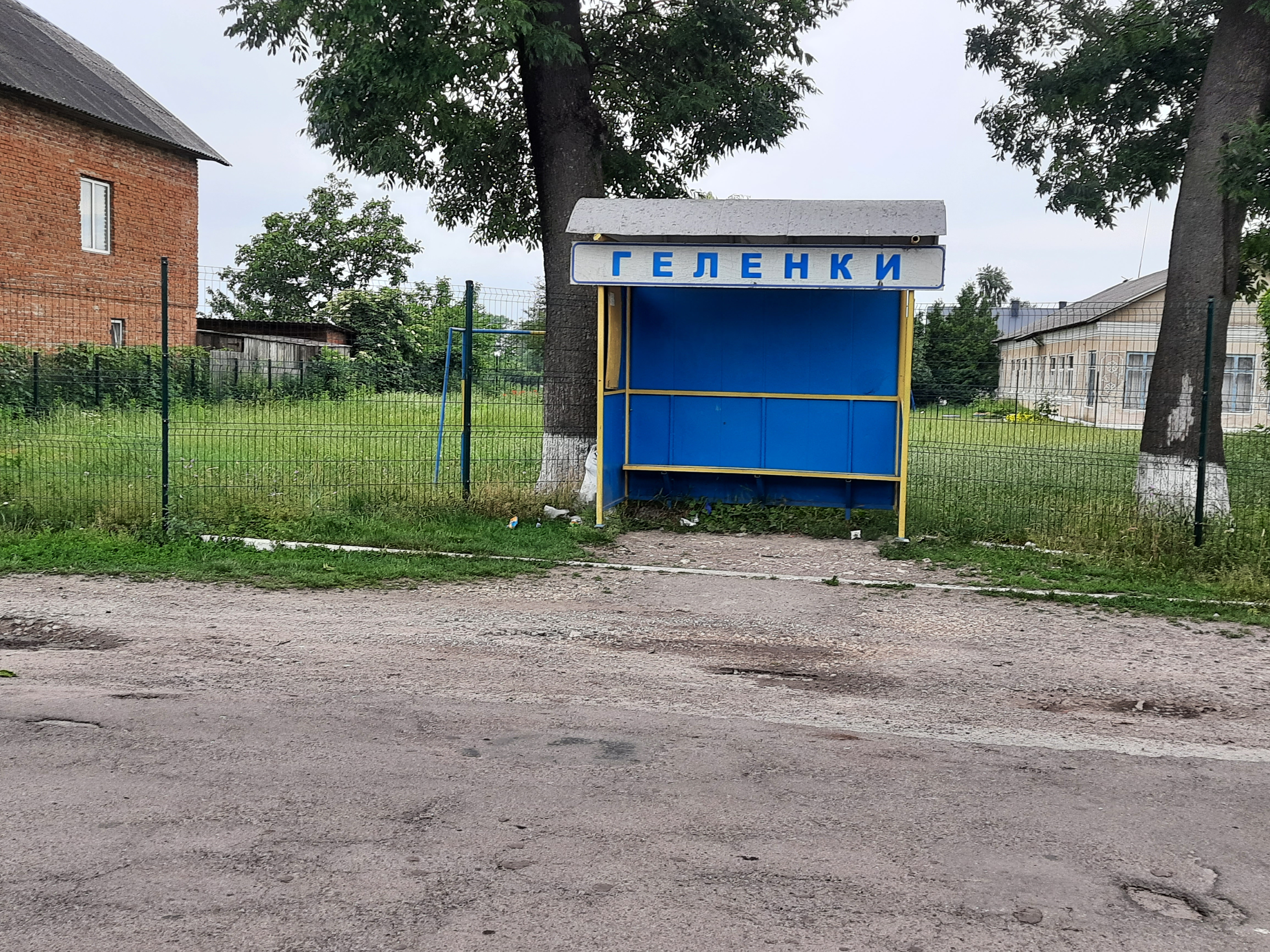
Автобусна зупинка